# 아서 애시 스타디움

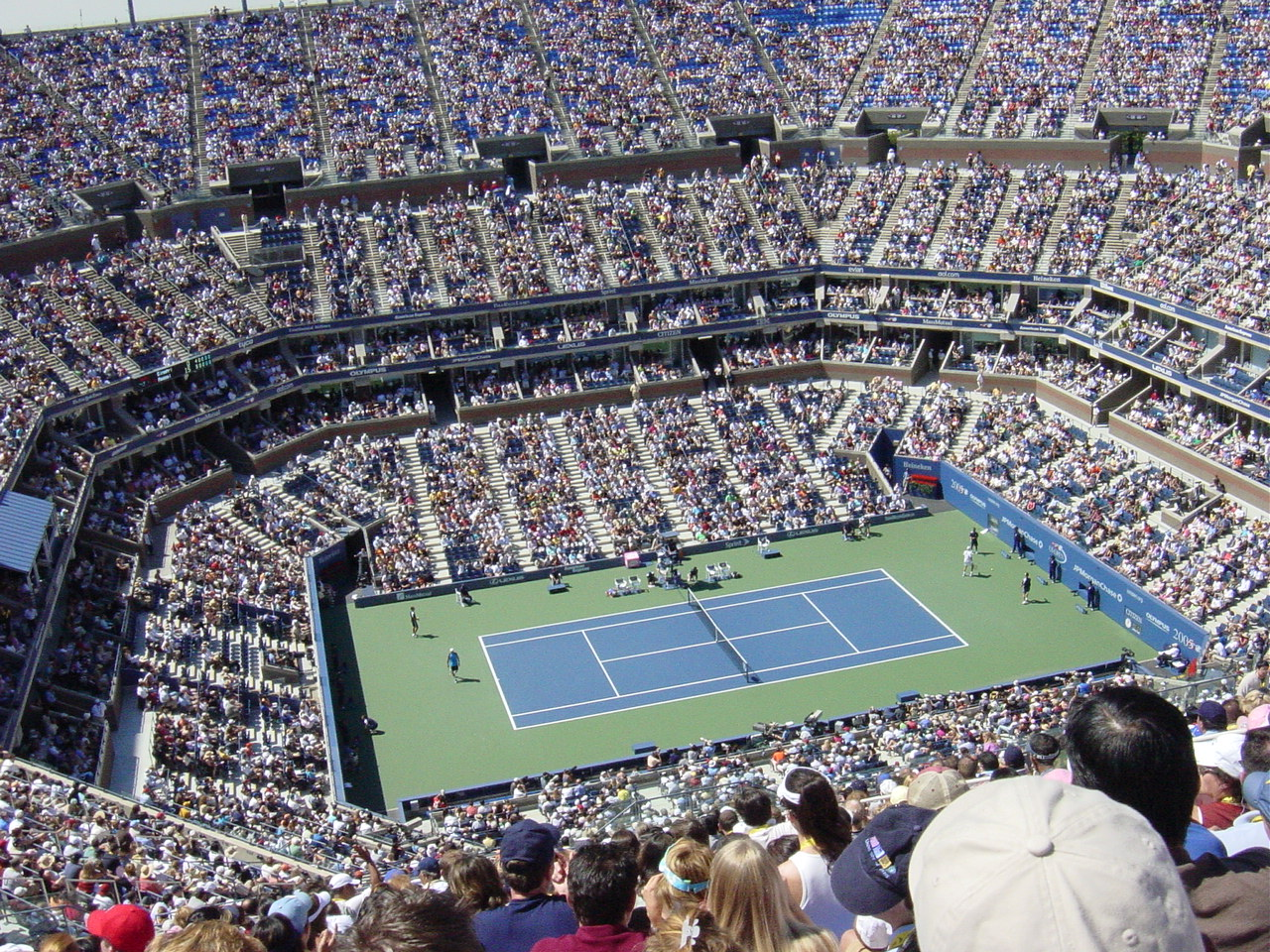
아서 애시 스타디움

아서 애시 스타디움(Arthur Ashe Stadium)은 뉴욕 퀸스 플러싱 메도스 코로나 파크의 빌리 진 킹 내셔널 테니스 센터에 있는 세계 최대의 테니스 전용 경기장이다. 매년 개최되는 US 오픈 테니스 센터 코트이기도 하다. 개막전의 아서 애시 키즈 데이도 개최된다. 경기장은 아프리카계 미국인의 아서 애시의 노력을 기울여 1997년에 개장하였다.